# Hino Rainbow
O Rainbow da Hino (kana:日野・レインボー) é um ônibus de um andar [en] para serviço médio comercializado pelo fabricante japonês Hino desde 1980. A linha pode ser construída como um ônibus completo [en] ou um chassi [en] de ônibus. Também estava disponível para ônibus urbano [en] como midibus e ônibus turístico como microônibus. Na Asia Motors (agora Kia) foi lançado como uma versão de engenharia de emblema chamada Cosmos. Ele é construído pela J-Bus [en].

## RL (1970 — 1980)
- RL100 (1970)
- RL300/320 (1975)
- K-RL301/321 (1980)

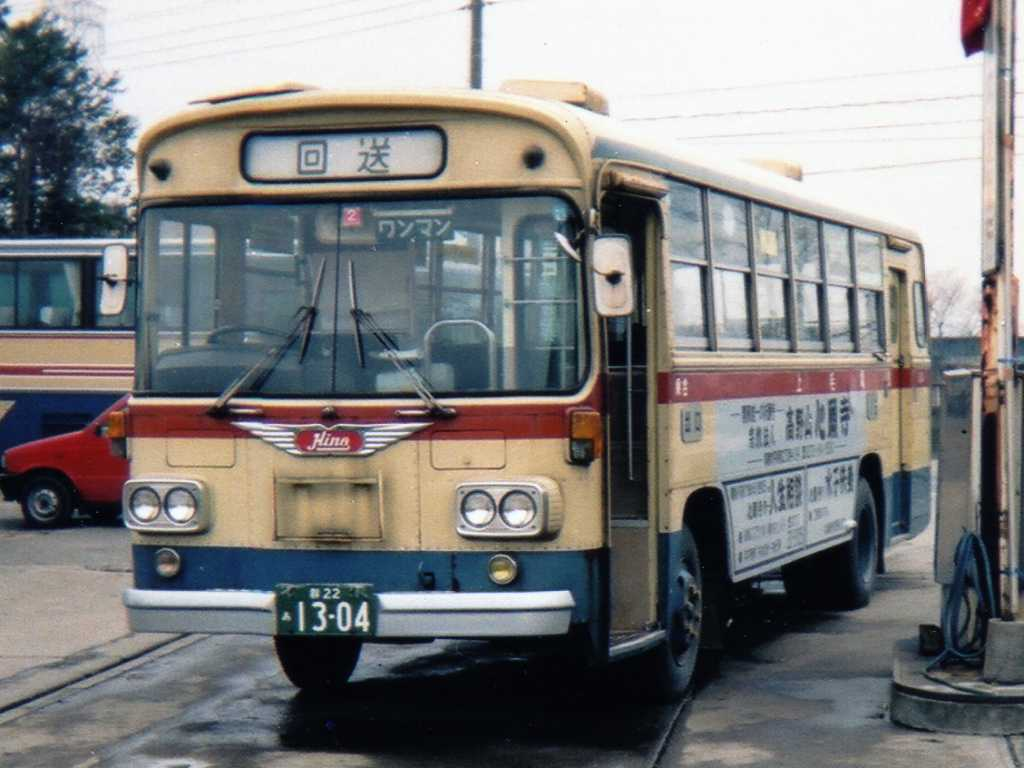
K-RL321
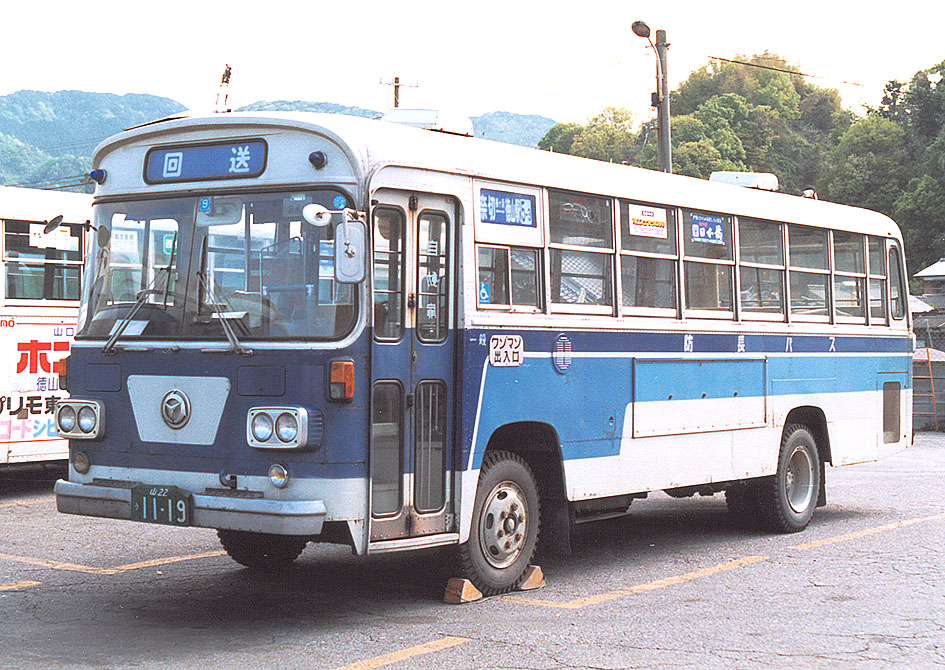
RL320

## Rainbow RJ/RR (1980 — 2004)
- Primeira geração (1980-1988)
  - K-RJ/RR170/172/192 (1980)
  - P-RJ/RR170/172/192 (1984)
- Segunda geração (1988-2004)
  - P-RJ/RR170/172/192 (1988)
  - U-RR2HGAA (1990)[2]
  - U-RJ/RR3H (1990)
  - KC-RJ/RR1J (1995)
  - KK-RJ/RR1J (1999)

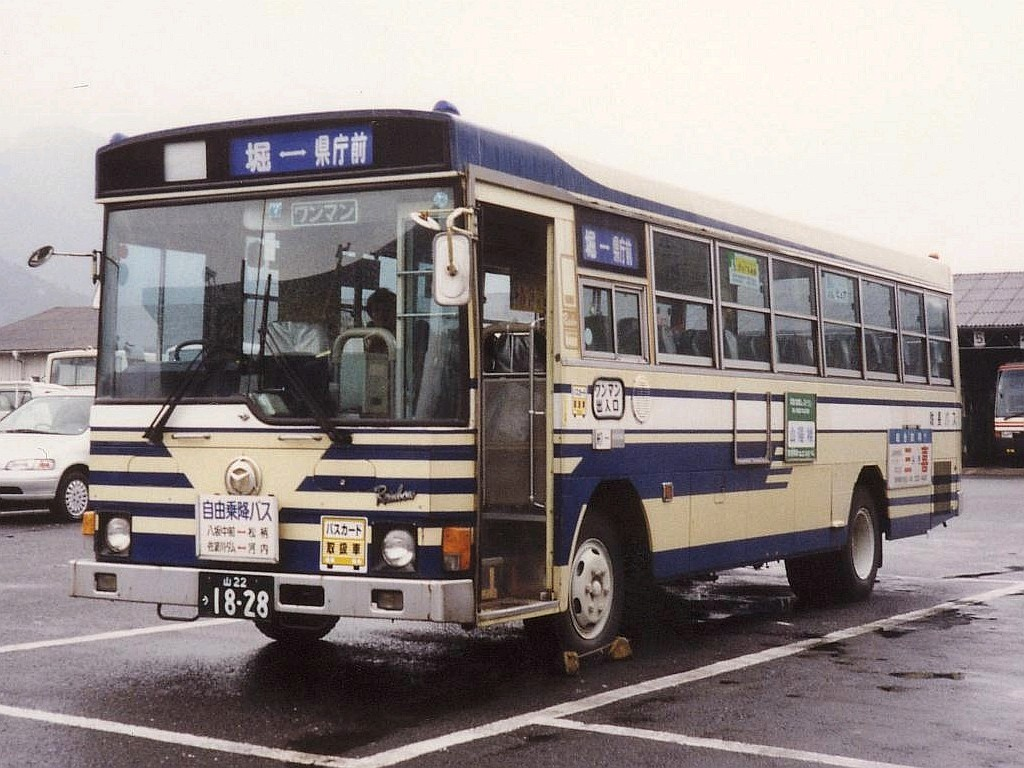
Rainbow RJ (primeira geração) K-RJ172BA
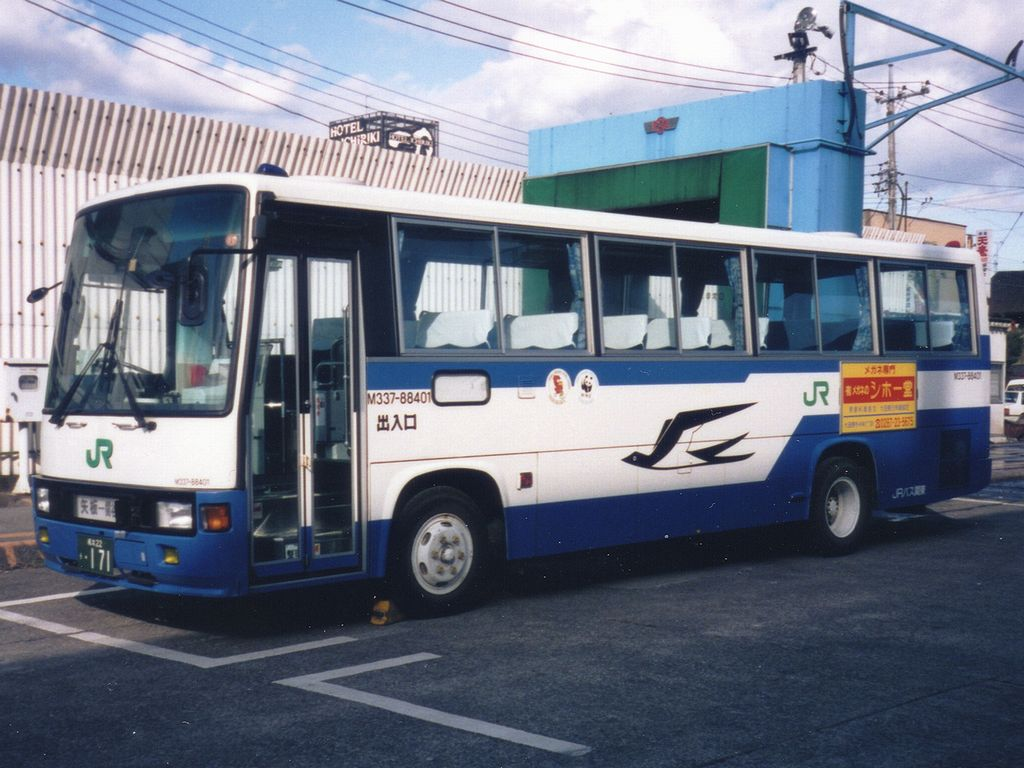
Rainbow RR (segunda geração) P-RR192CA
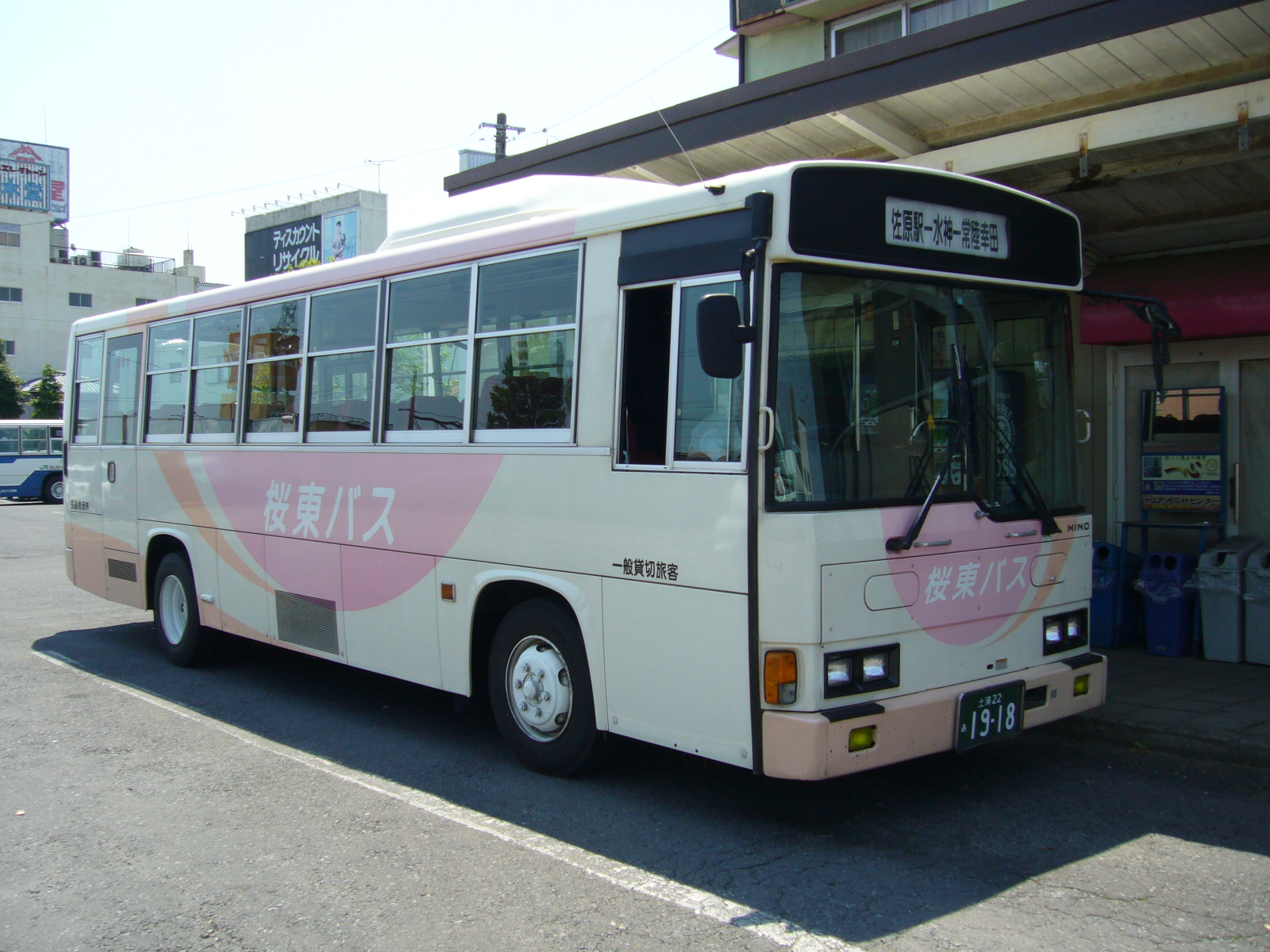
Rainbow RJ (segunda geração) KC-RJ1JJAA
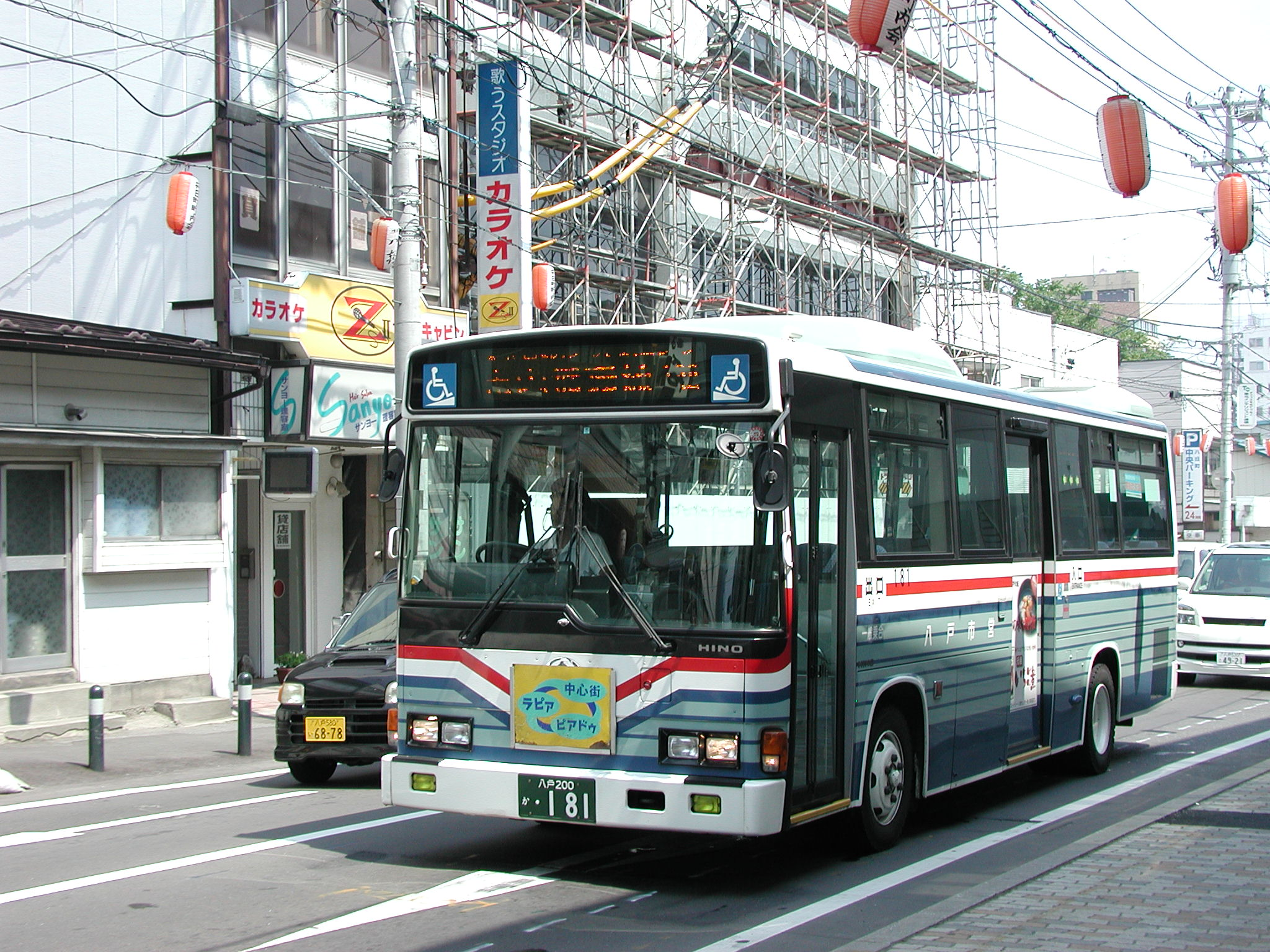
Rainbow RJ (segunda geração) KK-RJ1JJHK

## Rainbow AM (1976 — 1983)
- AM100 (1976)
- K-AM101 (1980)

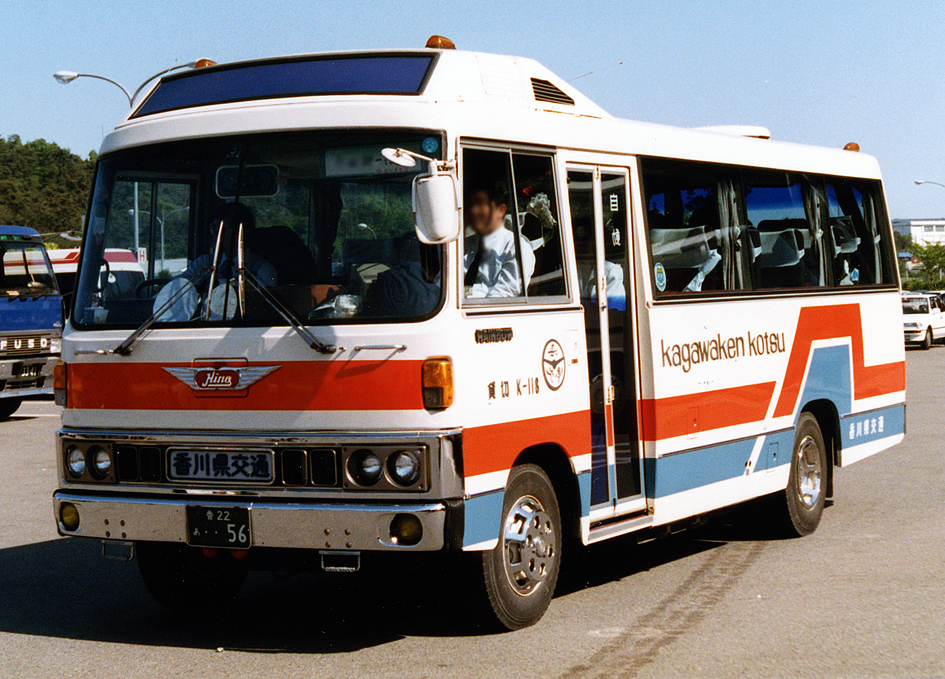
Rainbow AM K-AM101

## Rainbow AC (1983 — 1988)
- P-AC140 (1983)

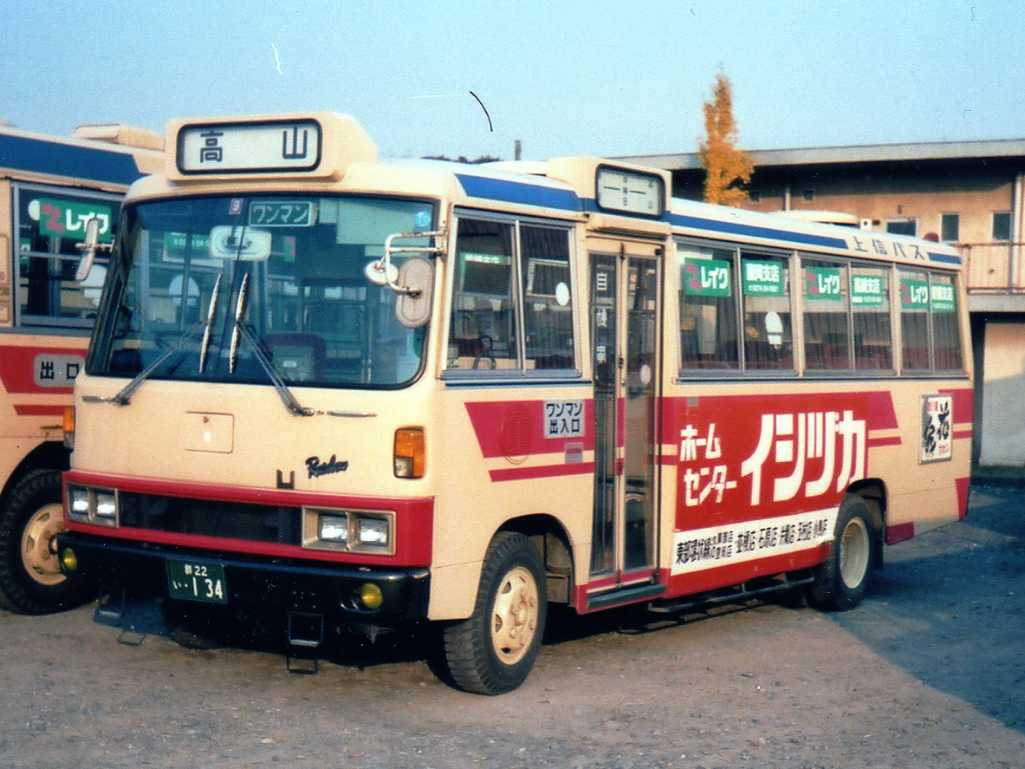
Rainbow AC P-AC140AA
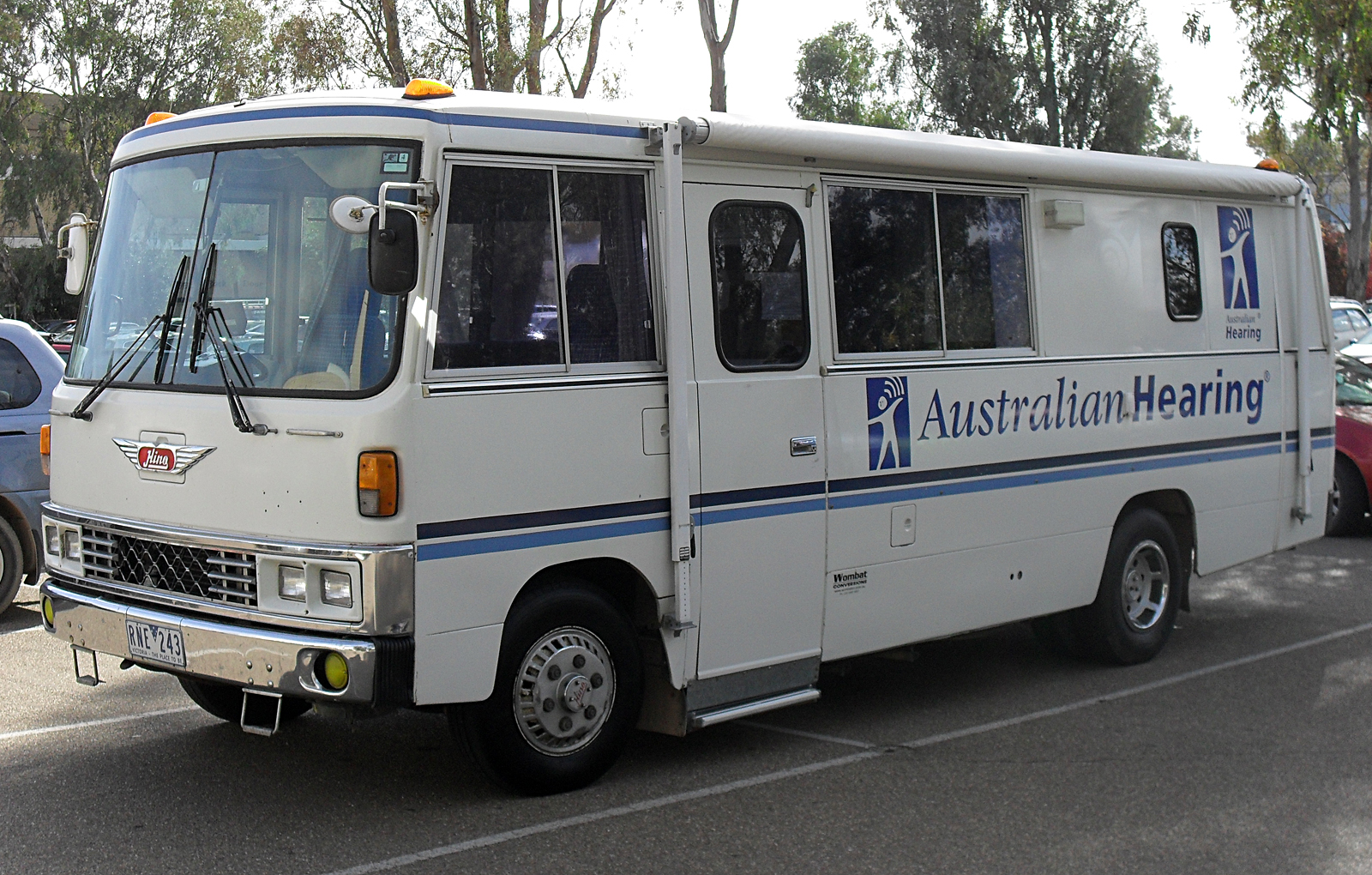
Rainbow AC
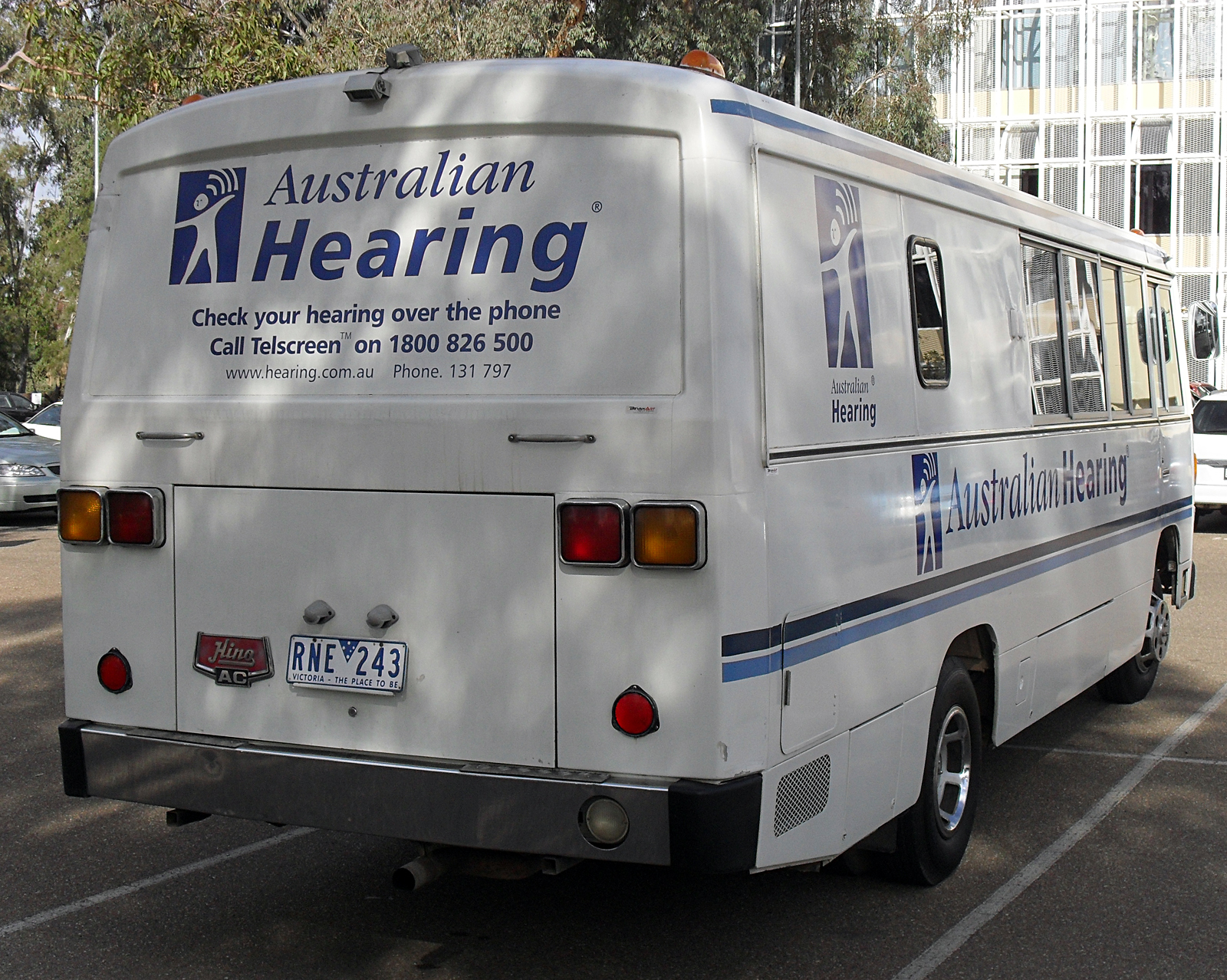
Rainbow AC

## Rainbow RB/AB (1985 - 1995)
O Rainbow RB (motor traseiro)/AB (motor dianteiro) era um microônibus que foi construído como ônibus turístico.
- P-RB145/AB115 (1985)
- U-RB1W/AB2W (1990)

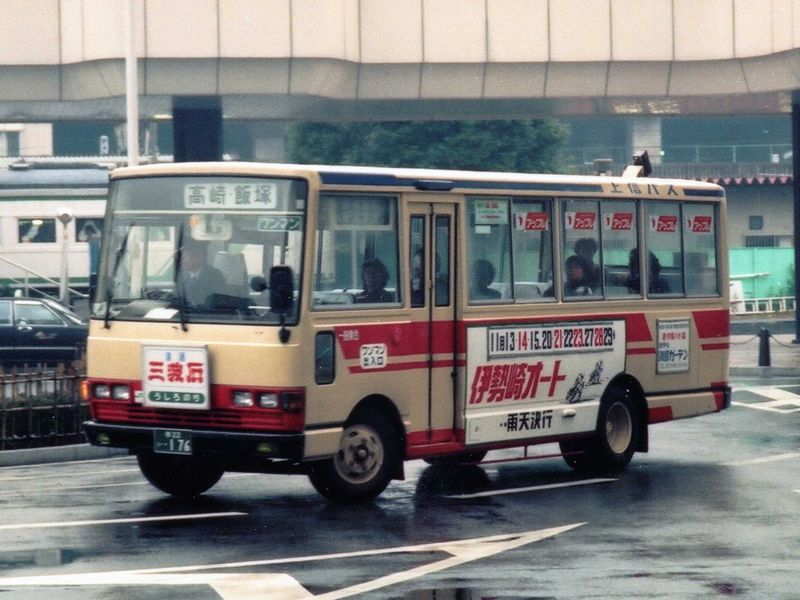
Rainbow RB P-RB115AA
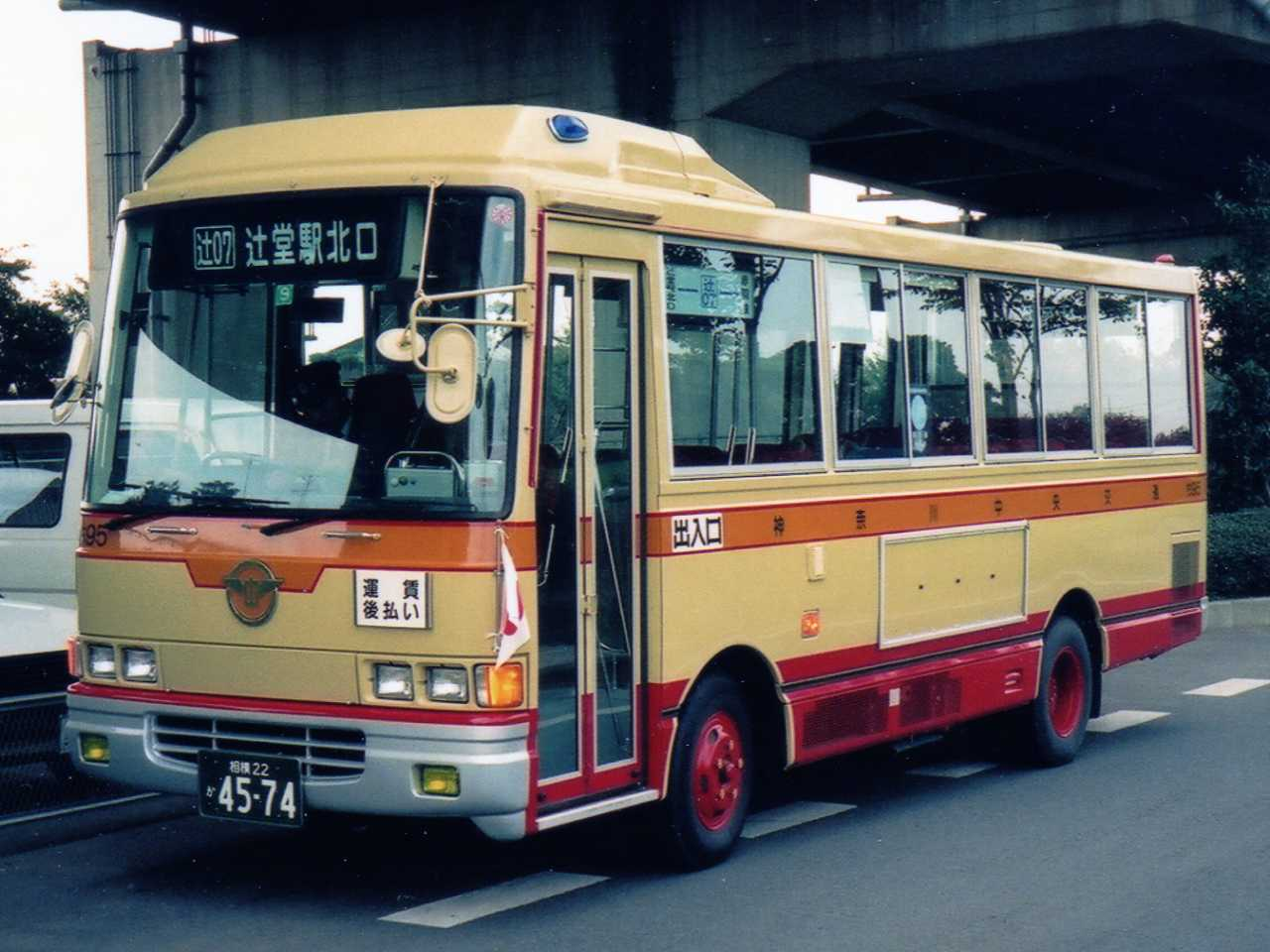
Rainbow RB U-RB1WEAA
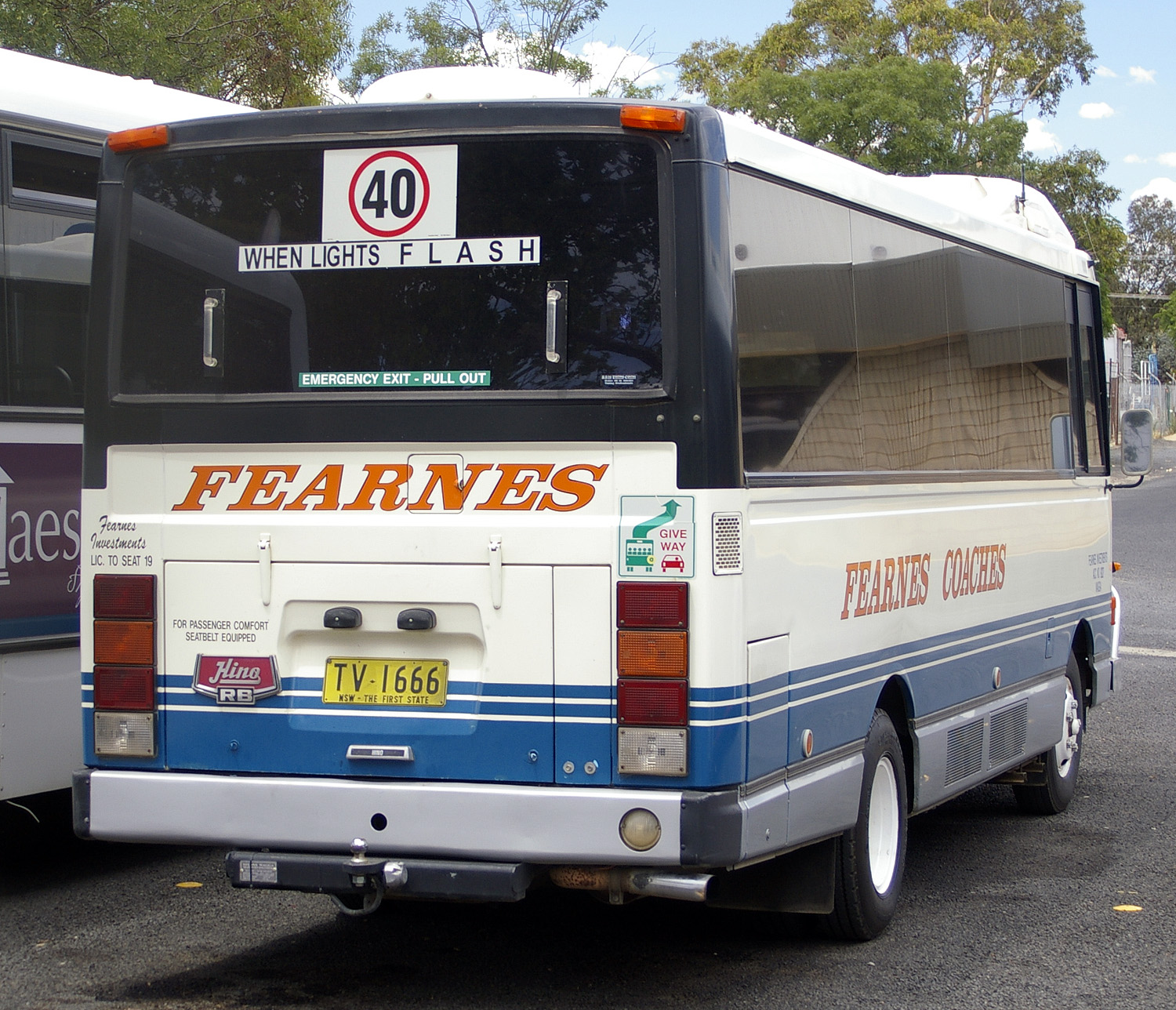
Rainbow RB usado pela Fearnes Coaches.

## Rainbow 7M(CH)/7W(RH) (1987 — 1998)
- P-CH/RH160 (1987)
- U-CH/RH3 (1990)
- KC-CH/RH1 (1995)

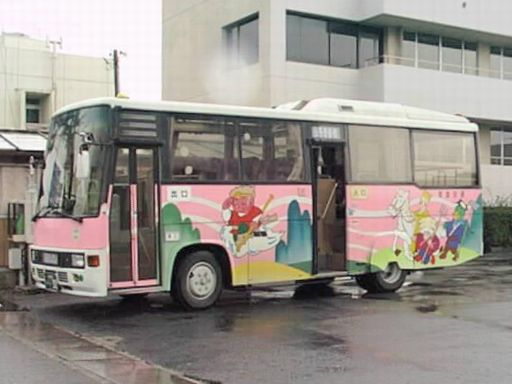
Rainbow 7M P-CH160AA (modificado)

## Rainbow HR (1999 — 2010)
O Rainbow HR era um Erga-J [en] da Isuzu rebatizado e um ônibus urbano [en] sem degraus (entrada baixa [en]). O motor HR1J é um motor diesel J08C 220ps de 6 cilindros e 8 litros. O motor HR7J é um motor diesel J07E 225ps de 5 cilindros e 7 litros com turbocompressor e intercooler.
- KK-HR1J (1999) - 7 metros / 9 metros
- KL-HR1J (2000) - 10,5 metros
- PB-HR7J (2004) - 9 metros
- PK-HR7J (2004) - 10,5 metros
- BDG-HR7J (2007) - 10,5 metros

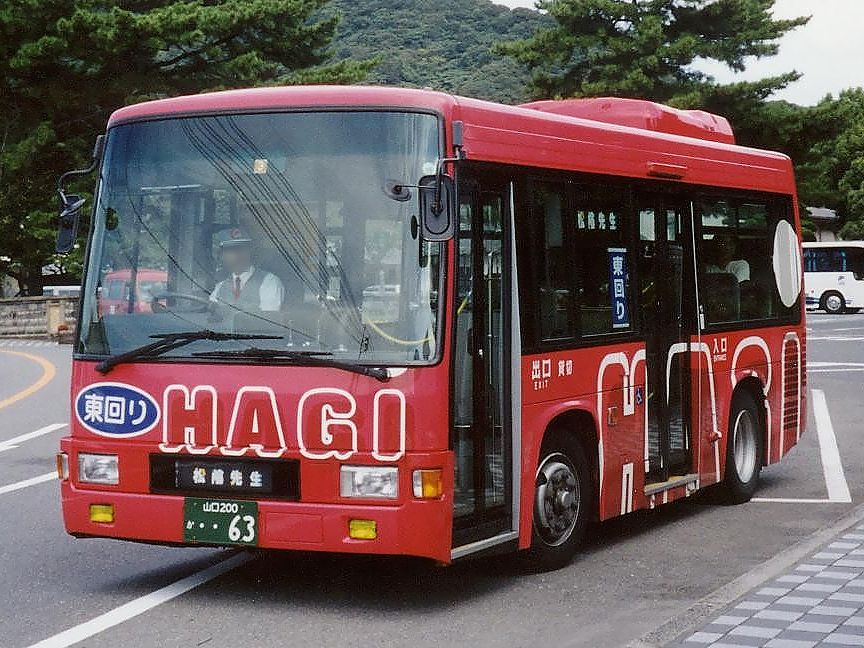
Rainbow HR KK-HR1JEEE (7 metros)
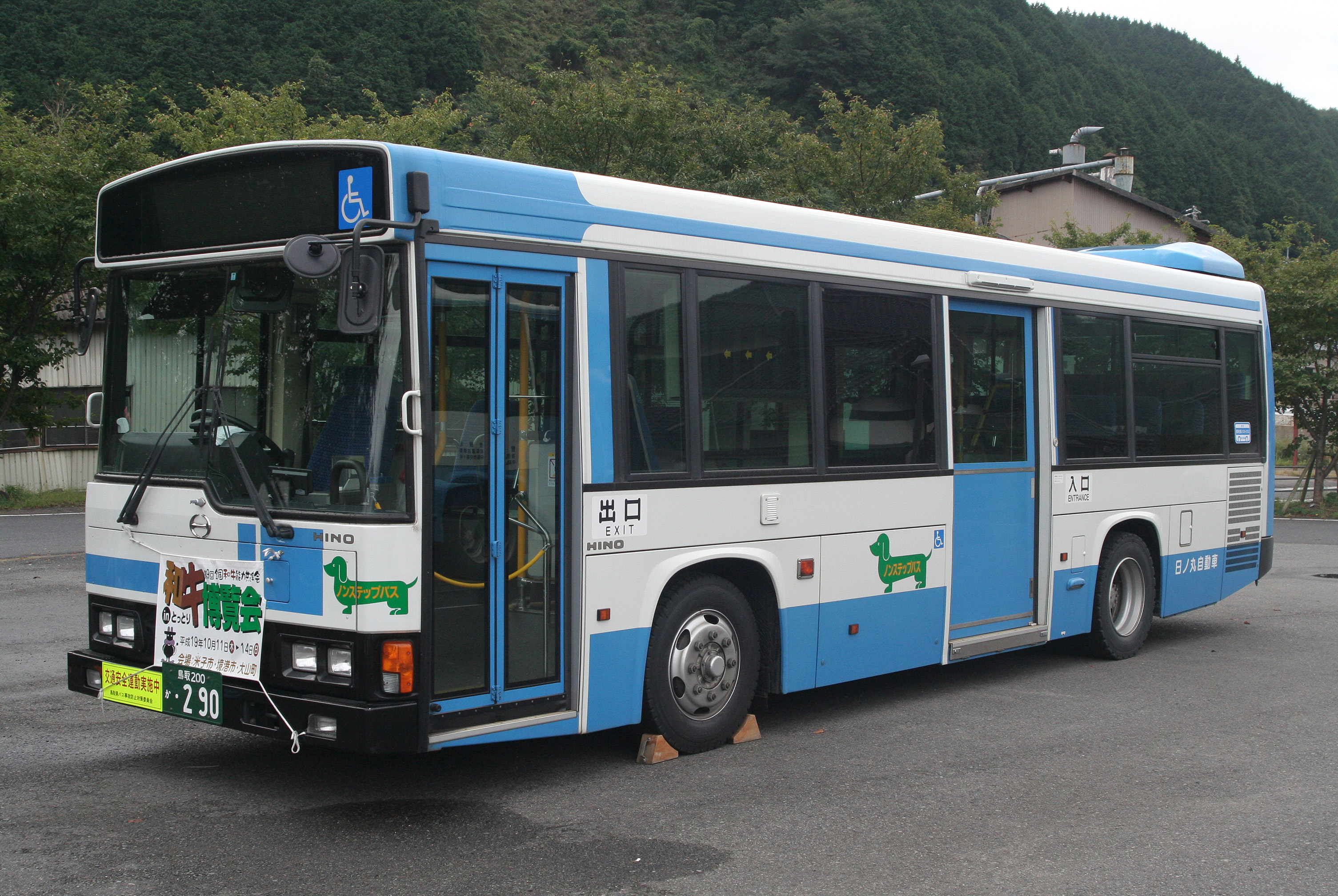
Rainbow HR PB-HR7JHAE (9 metros)
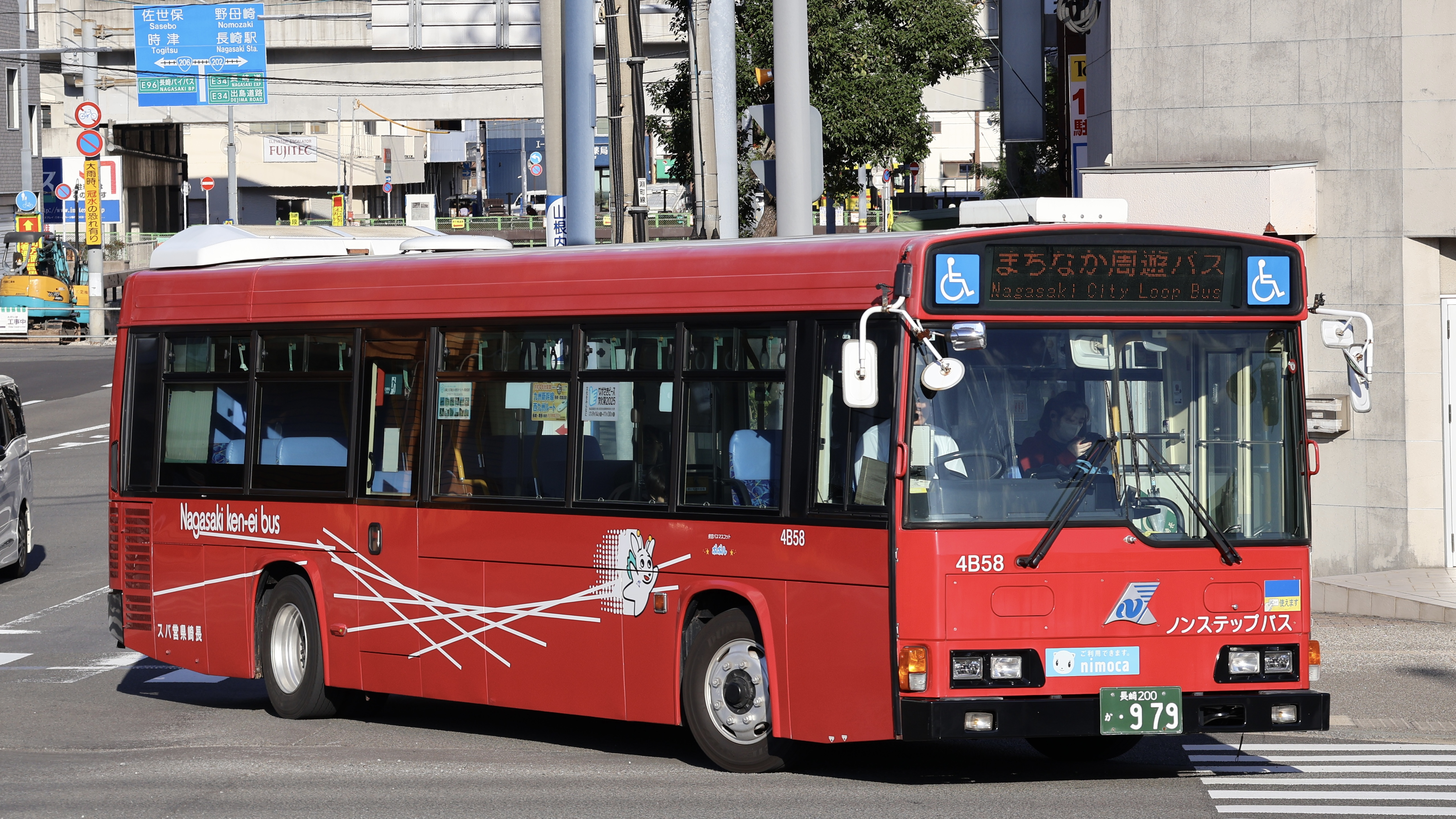
Rainbow HR KL-HR1JNEE (10,5 metros)

## Rainbow II (2004 — 2016)
O Rainbow II é um Erga Mio da Isuzu [en] rebatizado. Ele é mais comum disponível em ônibus urbanos [en] sem degraus (piso baixo [en]) e eles têm uma cúpula de teto arredondada (mais arredondada que o Rainbow HR) com um pára-brisa de dupla curvatura e uma cortina de destino [en] montada separadamente.
- PA-KR234J1 (2004)
- PDG-KR234J2 (2007)
- SDG-KR290J1 (2011)
- SKG-KR290J1 (2012)

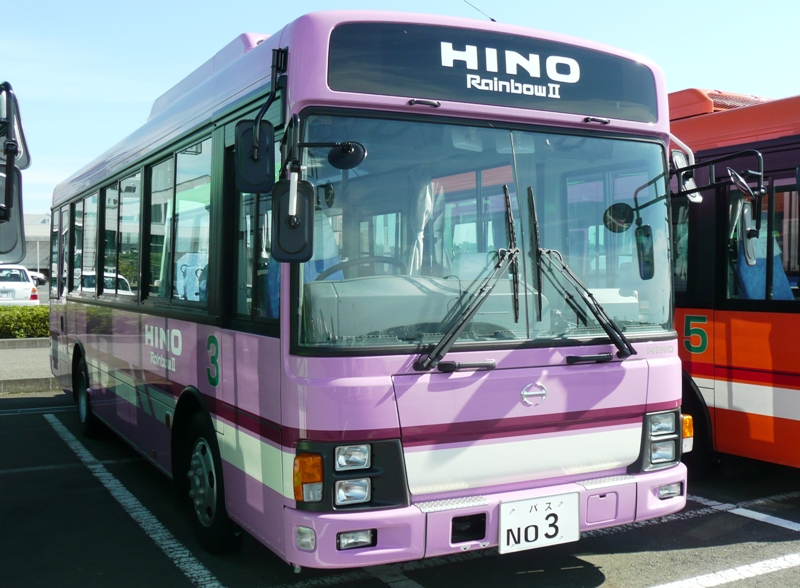
Rainbow II (carro de instrução)
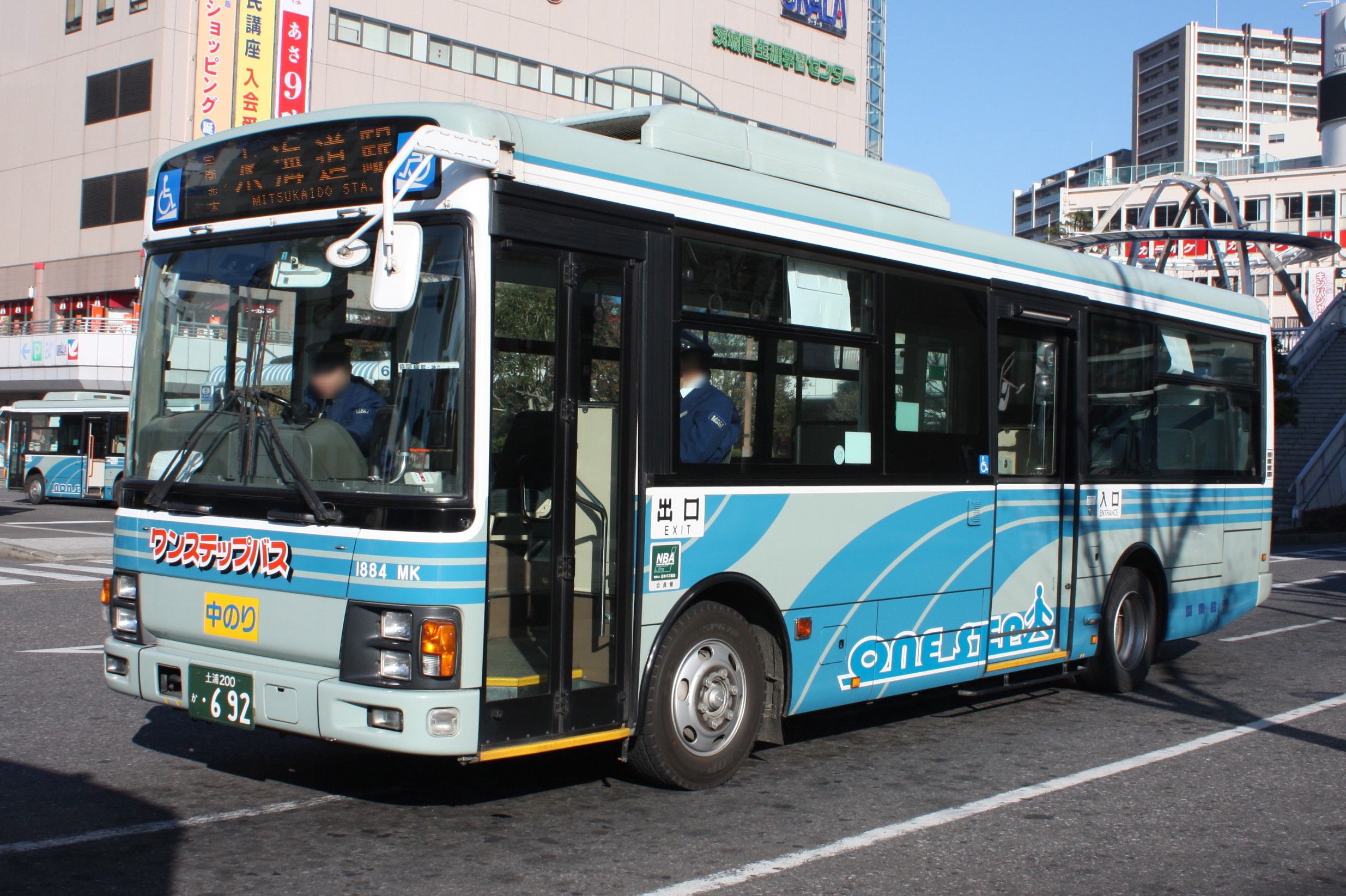
Rainbow II PA-KR234J1 (um degrau)
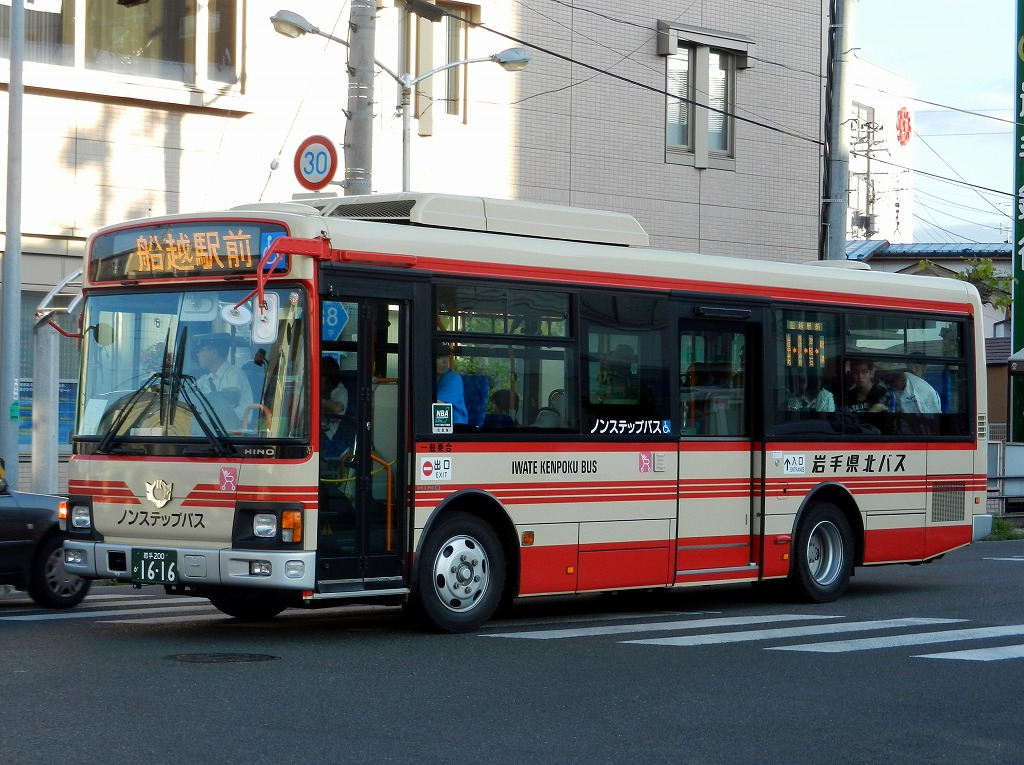
Rainbow II PDG-KR234J2 (sem degraus)
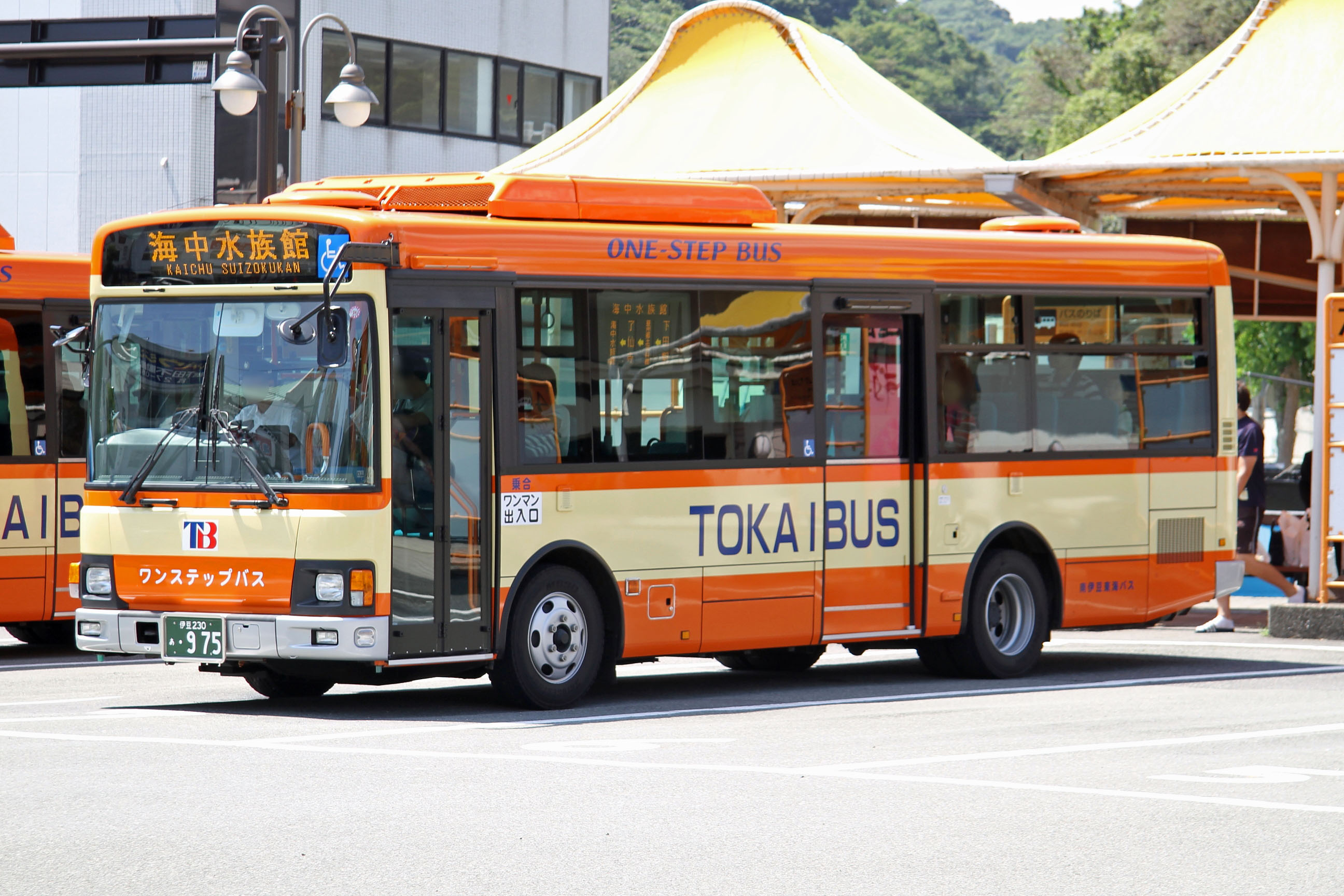
Rainbow II SDG-KR290J1 (um degrau)

## Rainbow (2016 — presente)
O Rainbow é um Erga Mio da Isuzu [en] rebatizado. É completamente semelhante ao Rainbow II, com uma cúpula de teto arredondada (similar ao Rainbow II), um pára-brisas de dupla curvatura com uma cortina de destino [en] montada separadamente.
- SKG-KR290J2 (2016)

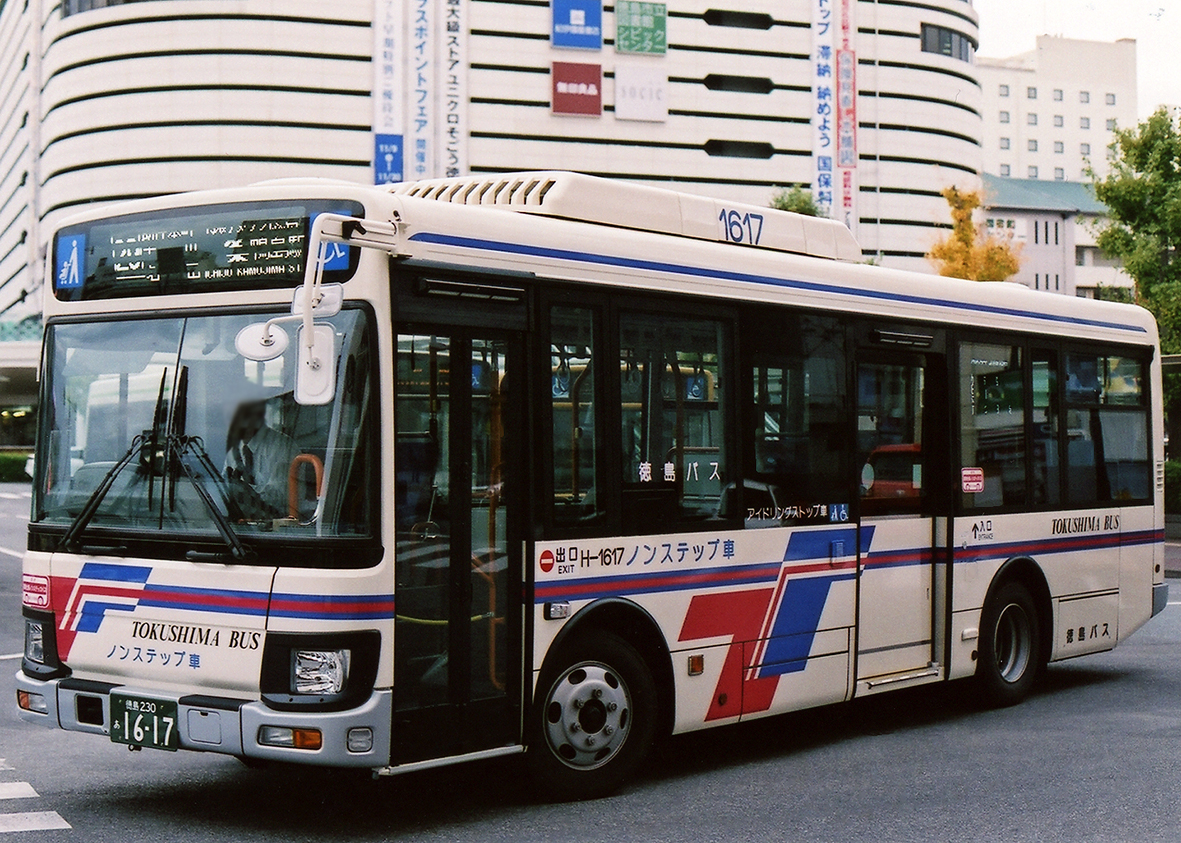
Rainbow SKG-KR290J2 (sem degraus)